# U 373
U 373 war ein U-Boot der Kriegsmarine vom Typ VII C. Es wurde am 22. Mai 1941 in Dienst gestellt und am 8. Juni 1944 im Golf von Biskaya versenkt, wobei vier Mann der Besatzung ums Leben kamen.

## Bau und technische Daten
Bei Kriegsbeginn stellte die Kieler Werft der Howaldtswerke die Produktion auf den Bau von U-Booten für die Deutsche Kriegsmarine um. Bis zum Jahr 1943 war die Deutsche Werft für den jährlichen Bau von zwölf U-Booten vorgesehen – diese Vorgabe konnte in keinem Jahr erfüllt werden. Ein U-Boot des Typs VII C hatte eine Länge von 67 m und eine Verdrängung von 865 m³ unter Wasser. Es wurde über Wasser durch zwei Dieselmotoren bis zu einer Geschwindigkeit von 17 kn angetrieben. Bei der Unterwasserfahrt ermöglichten zwei Elektromotoren eine Geschwindigkeit von 7 kn. Bis 1944 bestand die Bewaffnung aus einer 8,8-cm-Kanone und einer 2-cm-Flak C/30 an Deck sowie vier Bugtorpedorohren und einem Hecktorpedorohr. Ein VII C-Boot führte üblicherweise 14 Torpedos mit sich.

## Kommandanten
- 22. Mai 1941 bis 25. September 1943

Paul-Karl Loeser wurde am 26. April 1915 in Berlin geboren und war Mitglied der Crew 35 (Einstellungsjahrgang, September 1935). Mit dem Dienstgrad Leutnant zur See war er von April bis Mai 1941 Kommandant in Vertretung auf dem Schulboot U 30 in der Ausbildungsflottille 24 an der Memel. Während seines Kommandos auf U 373 wurde Loeser am 1. Dezember 1942 zum Kapitänleutnant befördert. Er erhielt kein Folgekommando und diente bis zum Ende des Krieges, das er als Mitglied des Wachbataillons Dönitz erlebte, an Land.
- 26. September 1943 bis 8. Juni 1944

Detlef (gen. „Teddy“) von Lehsten, geboren am 14. August 1917 in Hamburg, war Mitglied der Crew 37b. Im Anschluss an ein Kommando zur Luftwaffe, beendete er seine U-Bootausbildung im Oktober 1942 und fuhr zunächst als 1.WO auf U 584, bis er im Anschluss an seinen Kommandantenlehrgang in der Ausbildungsflottille 24 von Juli bis September 1943 seine Baubelehrung auf U 373 erhielt, dessen Kommando er als Oberleutnant zur See, im Anschluss übernahm.

## Einsatz und Geschichte
Der Bauauftrag für U 373 erging am 23. September 1939 an die Howaldtswerke in Kiel, die Baunummer war 004 und die Kiellegung erfolgte am 8. Dezember 1939. Im Mai 1941 wurde das Boot bei der 3. U-Flottille in Kiel in Dienst gestellt und als Ausbildungsboot genutzt. Kommandant Loeser unternahm zunächst Fahrten nach Horten und Trondheim. Am 1. September wurde die 3. Flottille von Kiel nach La Rochelle verlegt und U 373 lief am 2. Oktober 1941 in Brest ein. Bis zur Übernahme durch Kommandant von Lehsten operierte das Boot auf insgesamt neun Fahrten im Nord- und Westatlantik und vor der Küste der Vereinigten Staaten sowie vor Grönland und zuletzt im Mittelatlantik. Bei einer Minenunternehmung im Juni 1942 errichtete U 373 in den frühen Morgenstunden eine Minensperre, bestehend aus 15 Minen an der Mündung des Delaware an der Ostküste der USA.

## Kampfhandlungen
Der Sommer 1942 war die erfolgreichste Zeit für U 373. Kommandant Loeser versenkte im:
- April: den griechischen Frachter Mount Lycabettus, den britischen Dampfer Thursobank
- Juni: den US-amerikanischen Schlepper John R. Williams
- September: die kanadische Korvette HMCS Rosthem.

Zusätzlich wurden im Juni ein unidentifizierter Dampfer und ein U-Bootjäger sowie die kanadische Korvette HMCS Rosthem attackiert. Insgesamt versenkte U 373 drei Schiffe mit insgesamt 10.263 Bruttoregistertonnen.
Vor der Versenkung von U 373 hatte das Boot bereits infolge eines Fliegerangriffs Verluste an Besatzungsmitgliedern. Weil das Boot beim Angriff zweier Flugzeuge, einer Wildcat und einer Avenger, am 27. Juli 1943 nicht rechtzeitig abgetaucht war, wurden bei diesem Angriff zwei Besatzungsmitglieder tödlich und sieben weitere schwer verletzt. Das Boot konnte jedoch seine Operation westlich von Madeira im Mittelatlantik fortsetzen.

### Versenkung
Am 7. Juni 1944 fuhr U 373 von Brest zu seiner letzten Fahrt mit Kurs Land’s End aus. Auftrag war die Invasionsflotte der Alliierten aufzuhalten. Hierbei wurden insgesamt 43 deutsche U-Boote eingesetzt, die von den nordfranzösischen Atlantikhäfen ausliefen. Einen Tag nachdem U 373 Brest verlassen hatte, wurde das Boot von einem britischen Liberator-Bomber unter dem Kommando des kanadischen Piloten Kenneth Owen Moore zunächst mit Bordwaffen, dann mit Wasserbomben angegriffen. Der Kommandant ließ keinen Tauchversuch unternehmen, und so konnte sich die Besatzung fast vollständig auf dem Oberdeck versammeln und in Schlauchboote steigen, bevor das U-Boot sank. Der Leitende Ingenieur und der Obermaschinist gingen mit U 373 unter, ein Maschinist ertrank beim Umsteigen in die Schlauchboote und ein Bootsmaat wurde im Wasser von den Bordgeschützen der Liberator tödlich getroffen. Später gaben die Besatzungsmitglieder des Bootes an, bei dieser Gelegenheit den Bomber abgeschossen zu haben, was nicht bestätigt werden konnte.
47 Mann, darunter der Kommandant, konnten sich retten. Die Überlebenden wurden von einem Fischerboot aufgenommen und zur französischen Küste gebracht. Oberleutnant zur See von Lehsten kehrte nach Deutschland zurück und übernahm am 2. November das Kommando auf dem großen Elektro-Boot U 3508. Kenneth Owen Moore, Pilot der Liberator, wurde zusätzlich zur Vernichtung dieses Bootes auch die Versenkung von U 629 zugesprochen, wofür er mit dem Distinguished Service Order ausgezeichnet wurde.